# Braize
Braize és un municipi francès, situat al departament de l'Alier i a la regió d'Alvèrnia-Roine-Alps. L'any 2007 tenia 279 habitants.

## Demografia

### Població
El 2007 la població de fet de Braize era de 279 persones. Hi havia 120 famílies de les quals 40 eren unipersonals (24 homes vivint sols i 16 dones vivint soles), 40 parelles sense fills, 32 parelles amb fills i 8 famílies monoparentals amb fills.
La població ha evolucionat segons el següent gràfic:
Habitants censats

### Habitatges
El 2007 hi havia 187 habitatges, 125 eren l'habitatge principal de la família, 47 eren segones residències i 15 estaven desocupats. 178 eren cases i 5 eren apartaments. Dels 125 habitatges principals, 85 estaven ocupats pels seus propietaris, 24 estaven llogats i ocupats pels llogaters i 16 estaven cedits a títol gratuït; 3 tenien una cambra, 13 en tenien dues, 33 en tenien tres, 28 en tenien quatre i 48 en tenien cinc o més. 116 habitatges disposaven pel capbaix d'una plaça de pàrquing. A 48 habitatges hi havia un automòbil i a 63 n'hi havia dos o més.

### Piràmide de població
La piràmide de població per edats i sexe el 2009 era:
| Homes | Edats   | Dones |
| ----- | ------- | ----- |
| 0     | 95 o +  | 0     |
| 0     | 90 a 94 | 0     |
| 4     | 85 a 89 | 4     |
| 0     | 80 a 84 | 4     |
| 0     | 75 a 79 | 8     |
| 8     | 70 a 74 | 8     |
| 4     | 65 a 69 | 8     |
| 16    | 60 a 64 | 4     |
| 8     | 55 a 59 | 8     |
| 16    | 50 a 54 | 8     |
| 8     | 45 a 49 | 4     |
| 4     | 40 a 44 | 16    |
| 8     | 35 a 39 | 12    |
| 16    | 30 a 34 | 12    |
| 8     | 25 a 29 | 8     |
| 8     | 20 a 24 | 4     |
| 0     | 15 a 19 | 16    |
| 8     | 10 a 14 | 4     |
| 16    | 5 a 9   | 0     |
| 4     | 0 a 4   | 12    |

## Economia
El 2007 la població en edat de treballar era de 183 persones, 124 eren actives i 59 eren inactives. De les 124 persones actives 111 estaven ocupades (62 homes i 49 dones) i 13 estaven aturades (7 homes i 6 dones). De les 59 persones inactives 22 estaven jubilades, 9 estaven estudiant i 28 estaven classificades com a «altres inactius».

### Ingressos
El 2009 a Braize hi havia 121 unitats fiscals que integraven 266 persones, la mediana anual d'ingressos fiscals per persona era de 13.886 €.

### Activitats econòmiques
Dels 10 establiments que hi havia el 2007, 1 era d'una empresa de fabricació d'altres productes industrials, 2 d'empreses de construcció, 4 d'empreses de comerç i reparació d'automòbils i 3 d'empreses d'hostatgeria i restauració.
Dels 4 establiments de servei als particulars que hi havia el 2009, 2 eren tallers de reparació d'automòbils i de material agrícola, 1 guixaire pintor i 1 restaurant.
L'any 2000 a Braize hi havia 14 explotacions agrícoles que ocupaven un total de 760 hectàrees.

## Equipaments sanitaris i escolars
El 2009 hi havia una escola elemental integrada dins d'un grup escolar amb les comunes properes formant una escola dispersa.

## Poblacions més properes
El següent diagrama mostra les poblacions més properes.